# Verpa penis
Verpa penis is een tweekleppigensoort uit de familie Penicillidae. De wetenschappelijke naam werd gepubliceerd in 1758 door Carl Linnaeus in de tiende editie van Systema naturae.